# Suterilla
Suterilla is een geslacht van weekdieren uit de klasse van de Gastropoda (slakken).

## Soorten
- Suterilla climoi Fukuda, Ponder & B. A. Marshall, 2006
- Suterilla imperforata Fukuda, Ponder & B. A. Marshall, 2006
- Suterilla julieae Fukuda, Ponder & B. A. Marshall, 2006
- Suterilla neozelanica (Murdoch, 1899)